# Tangara vassorii
Tangara vassorii é uma espécie de ave da família dos traupídeos. No inglês é conhecida como "blue-and-black tanager".
Adultos medem, em média, 13 cm de comprimento e pesam 18 g, sendo predominantemente azuis com máscaras, asas e caudas pretas. A espécie apresenta leve dimorfismo sexual, com as fêmeas sendo ligeiramente menos brilhantes que os machos.
Indivíduos da espécie T. vassorii se alimentam de frutos e artrópodes, com preferência por frutos do gênero Miconia. Forrageiam em bandos mistos, geralmente em pares ou grupos de 3 a 6 indivíduos, especialmente com espécies dos gêneros Iridosornis ou Anisognathus.
O período de reprodução da espécie é de fevereiro a agosto, quando constroem ninhos em forma de taça com musgos e pequenas raízes.

## Taxonomia e sistemática
A espécie foi descrita pela primeira vez como Tanagra (Euphone?) vassorii por Auguste Boissonneau em 1840. O nome genérico Tangara vem da palavra tupi tangara, que significa "dançarino". O epíteto específico vassorii homenageia o francês coletor M. Vassor. "Blue-and-black tanager", no inglês, é o nome comum oficial designado pela União Internacional dos Ornitólogos.
T. vassorii é uma das 27 espécies do gênero Tangara.

### Subespécies
Há três subespécies reconhecidas da espécie T. vassorii, diferenciadas principalmente por variações na plumagem.
- T. v. vassorii (Boissonneau, 1840): Subespécie nominada. Encontrada do sul da Venezuela ao norte do Peru.
- T. v. branickii (Taczanowski, 1882): Encontrada do centro do Peru à Bolívia. Similar à nominada, mas com topo e laterais da cabeça em azul-esverdeado opaco, tingido de cinza.
- T. v. atrocoerulea (Tschudi, 1844): É encontrada dos Andes do norte do Peru ao sul do Amazonas e La Libertad. Distingue-se por um tom de azul mais claro, uma mancha amarelada, às vezes branca, na nuca, e listras pretas no peito. Algumas autoridades a consideram uma espécie distinta.[4][5]

## Descrição

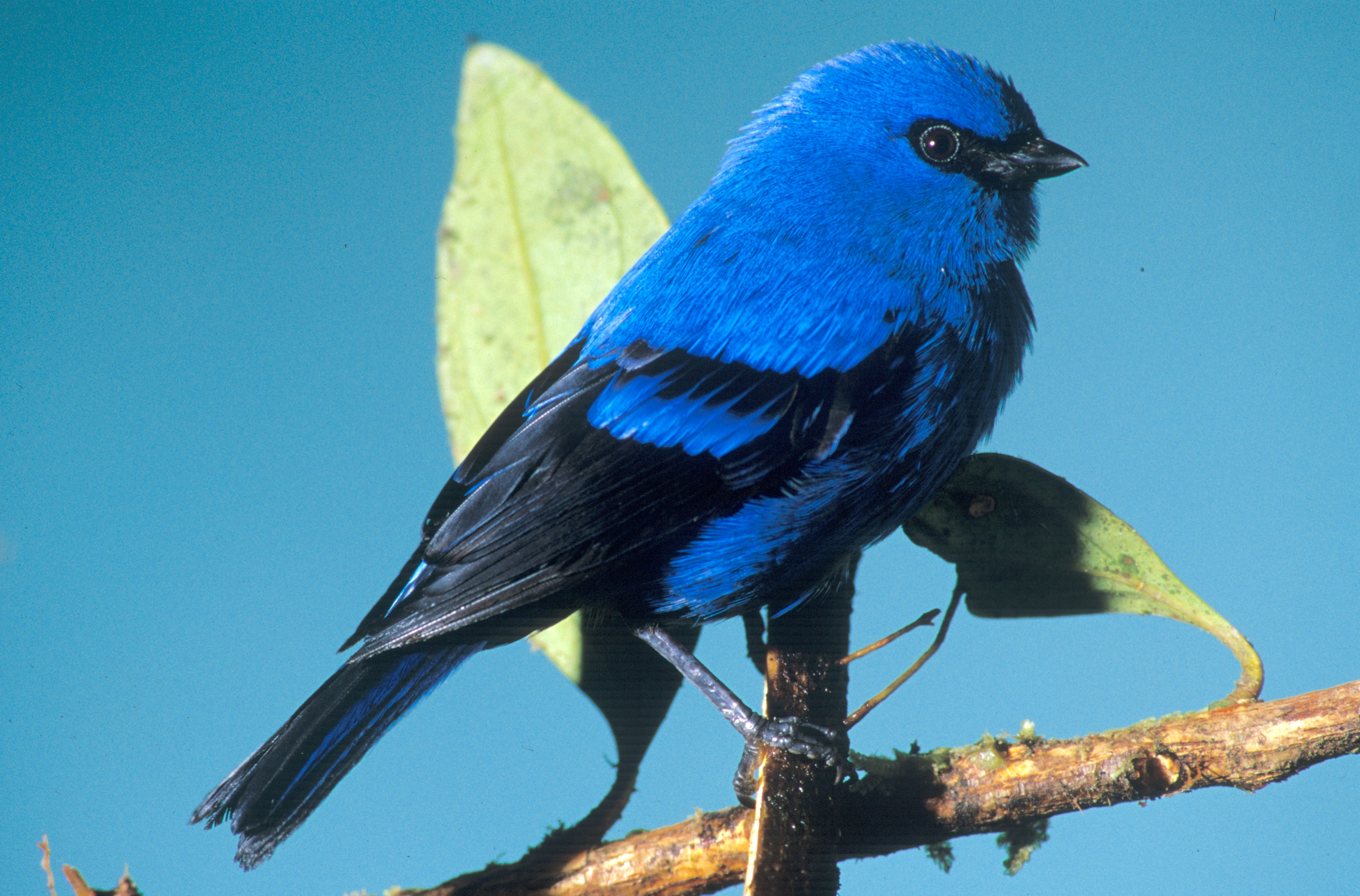
Indivíduo de Tangara vassorii fotografado no Equador.

Tangara vassorii é uma espécie de tamanho médio para o gênero, com comprimento médio de 13 cm e massa de 18 g. Apresenta leve dimorfismo sexual, com fêmeas ligeiramente menos brilhantes que os machos. Machos adultos são predominantemente azul-cobalto com uma máscara preta. As penas das asas e da cauda são pretas com bordas azuis. Subadultos são majoritariamente cinzentos, com asas, caudas e loros pretos. O bico é muito curto em comparação com outras espécies de Tangara. A íris é marrom, o bico é preto, e os pés são cinza-vinho.
A espécie pode ser confundida com indivíduos de Diglossa cyanea, mas distingue-se pelo olho marrom, maior quantidade de preto nas asas e bico mais curto e grosso. Populações da subespécie atrocoerulea podem ser confundidas com a espécie Chalcothraupis ruficervix [en], mas são diferenciadas pelo dorso mais preto e ausência de partes inferiores canela.

### Vocalizações
As vocalizações da espécie incluem um "tsit" agudo e fino, um "swit" ligeiramente mais grave, um "swit-swit-swit" repetido e um "SWIT-it" forte. O canto é uma série de 2 a 3 segundos de notas agudas rítmicas, começando lentas e acelerando em um trinado "zieeu-zie-zie-zizizizee", emitido a cada 15 segundos.

## Distribuição e habitat
T. vassorii é encontrada nos Andes da Bolívia, Colômbia, Equador, Peru e Venezuela, onde habita florestas montanhosas perenes, florestas anãs [en] e florestas secundárias em altitudes de 1.500-3.500 m. Essa espécie ocorre na maior altitude entre as espécies do gênero Tangara e é a única do gênero encontrada próxima à linha de árvores. Também pode ser encontrada em bordas de floresta, vegetação em clareiras e áreas próximas à linha de árvores. Geralmente permanece no dossel.

## Comportamento e ecologia

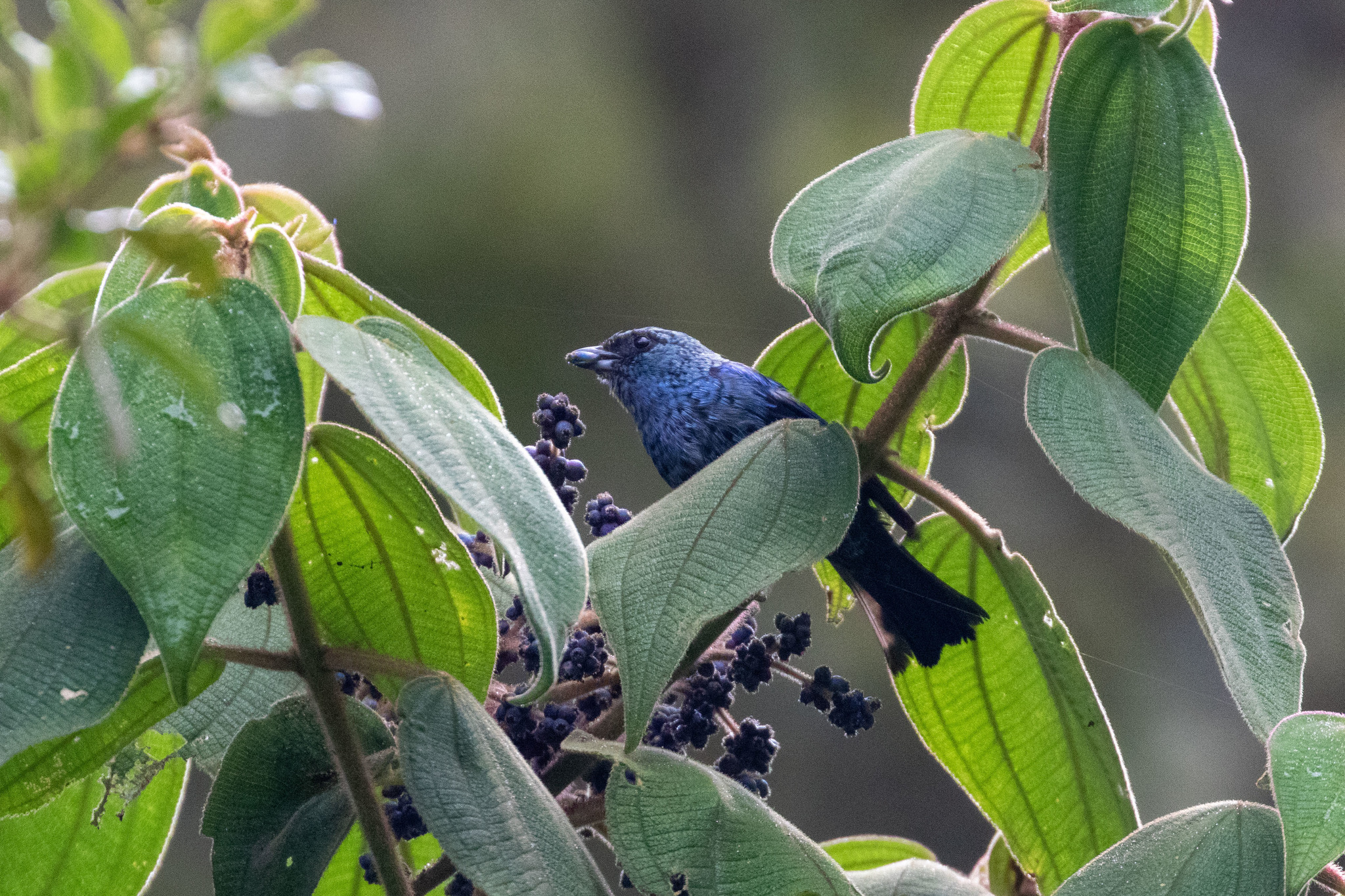
Indivíduo de Tangara vassorii alimentando-se de frutos de uma Melastomataceae.

Indivíduos de T. vassorii juntam-se em grandes bandos mistos (com outras espécies) durante o forrageamento, geralmente em pares ou grupos de 3 a 6 indivíduos. Esses bandos podem conter até 15 indivíduos, de forma que, na Colômbia, foram registradas como espécie nuclear (que ajuda a formar e manter bandos mistos). É mais frequentemente encontrada com espécies dos gêneros Iridosornis ou Anisognathus do que com outras Tangara.

### Dieta
A espécie alimenta-se de frutos e artrópodes, com preferência por frutos do gênero Miconia. É um forrageador ativo, movendo-se constantemente pela folhagem. Forrageia em todos os estratos da vegetação, mas prefere o dossel. A busca por artrópodes ocorre por meio de saltos em ramos cobertos de musgo, inspecionando áreas como a parte inferior de ramos, folhas, musgos e pequenas bromélias. Alimenta-se de frutos alcançando-os rapidamente e consumindo-os em posição ereta.

### Reprodução

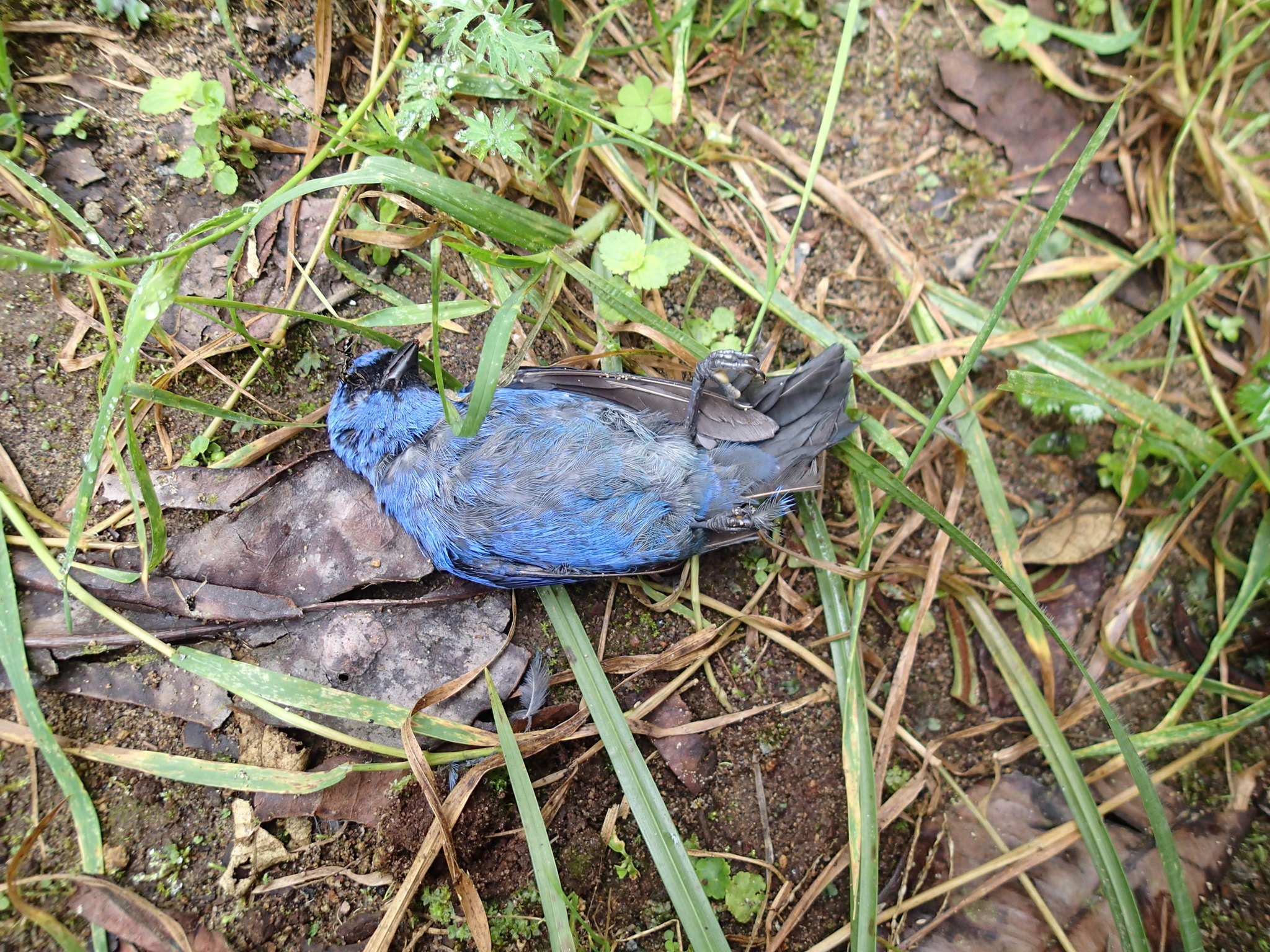
Indivíduo de Tangara vassorii morto.

T. vassorii reproduz-se de fevereiro a agosto. Constrói ninhos em forma de taça com musgos e radículas, forrados externamente com folhas de bambu Chusquea e internamente com fibras e pelos de animais. Ninhos registrados em maio e junho medem 8 cm de largura e 7 cm de altura externamente, e 6 cm de largura e 3 cm de profundidade internamente. As ninhadas contêm dois ovos, de cor azul-clara com manchas canela, medindo em média 20 mm x 14,5 mm  e pesando ~2,1 g. Filhotes chamando por comida foram registrados em janeiro, enquanto jovens emplumados (período do desenvolvimento avançado, mas em que ainda não conseguem voar) foram observados em maio.

## Estado de conservação
T. vassorii é uma espécie classificada como "pouco preocupante" pela União Internacional para a Conservação da Natureza (IUCN) na Lista Vermelha da IUCN devido à sua ampla distribuição, relativa abundância e ausência de declínios populacionais significativos. A subespécie atrocoerulea, considerada uma espécie distinta pela IUCN, também é classificada como de pouco preocupante pelos mesmos motivos. No entanto, a espécie está ameaçada pela destruição de habitat, que reduz sua população.